# Curva a termo

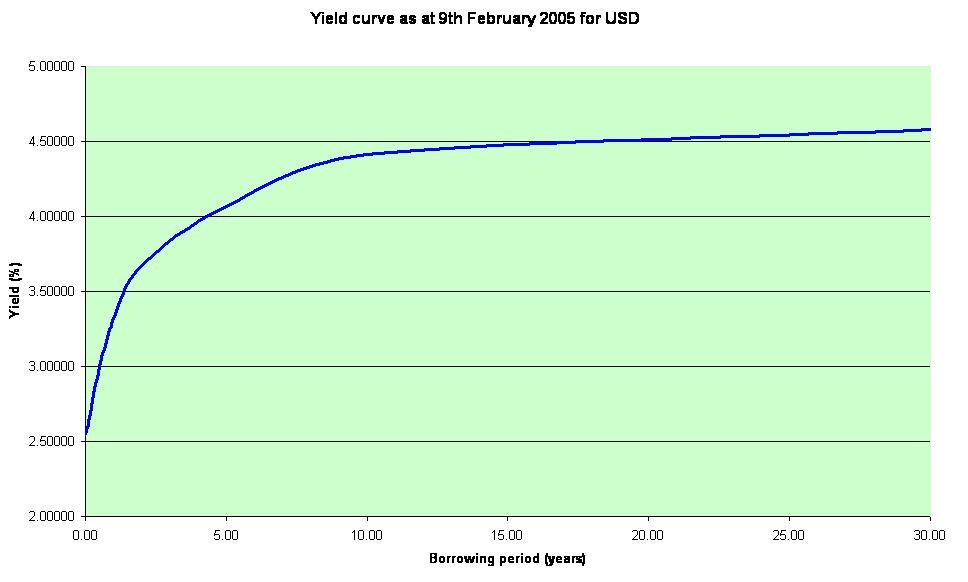
A curva de juros em dólar em 9 de fevereiro de 2005. A curva tem um inclinação tipicamente ascendente - quanto maior o prazo, maior o juro pago.

Em finanças, curva a termo ou curva da taxa de juros (em inglês: yield curve) é a relação entre a taxa de juros (ou custo do empréstimo) e o tempo de maturação do débito para um dado emprestador numa dada moeda. Na prática, essa relação mostra como o mercado apreça o risco: em geral, para emprestar dinheiro por um prazo mais longo, o investidor exige um juros maior, e a curva vai mostrar exatamente isso.
Por exemplo, as diversas taxas de juros em dólar americano, pagas para diversos títulos do tesouro americano (cada um com um prazo de maturação), podem formar essa curva e o “gráfico da curva de juros a termo”.

## Conceitos essenciais
- O rendimento de um título de dívida é o aumento percentual anual no valor do investimento. Por exemplo, uma aplicação bancária que pague uma taxa de juros de 4% a.a. tem um rendimento de 4%. Em geral, o percentual anual a ser pago depende do prazo que o dinheiro ficará aplicado. Dessa forma, um banco pode pagar uma taxa de juros maior para aplicadores que aceitarem deixar seu dinheiro parado no banco por cinco anos, por exemplo. Investindo por um período de tempo t  gera uma curva de rendimentos Y(t).
- A função Y é chamada curva de rendimento a termo e é freqüentemente, mas não sempre, uma função crescente de t. Curvas de rendimento a termo são usado por analistas de renda fixa, que analisam títulos e outros papéis, para entender as condições nos mercados financeiros e buscar oportunidades. Economistas usam essas curvas para entender as condições econômicas.
- A relação entre as taxas de curto e longo prazos é dada pela chamada curva de retorno (yield curve), que é a expressão gráfica da estrutura a termo da taxa de juros de títulos, e que indica, pois, a taxa corrente de retorno de longo prazo para distintos prazos de vencimento dos títulos[1].

## Definição

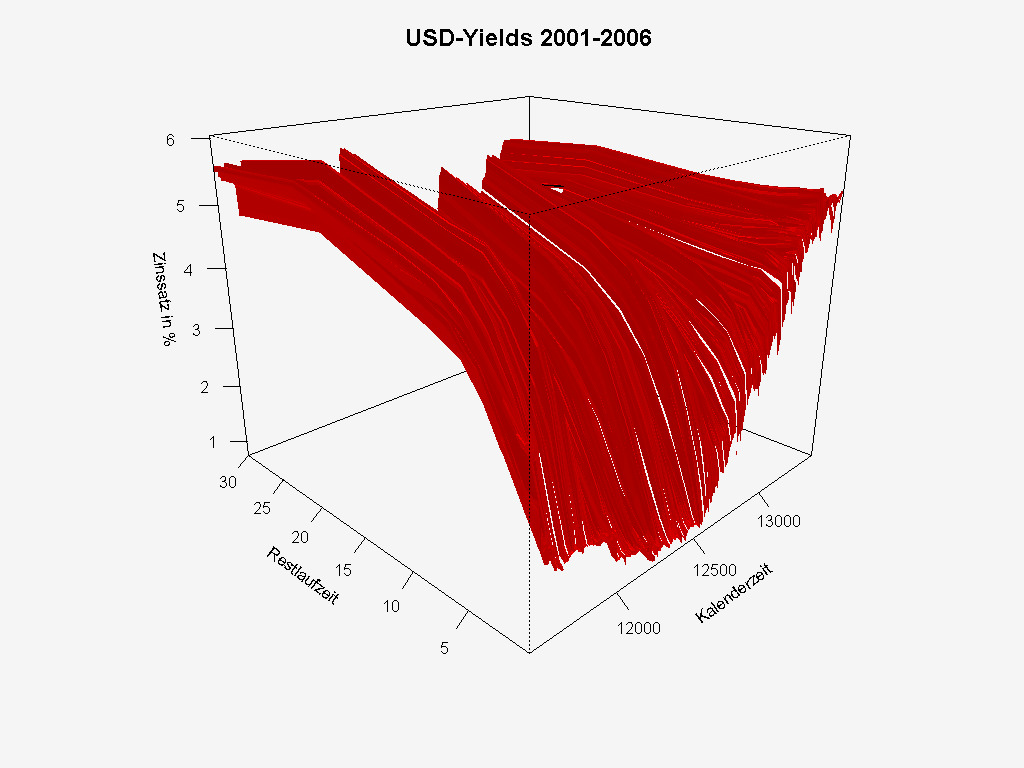
Estrutura da taxa de juros em dólar americano 2000-2006

A Estrutura Temporal de Taxa  de Juros (também conhecida como  yield curve ou curva de juros) é, antes de tudo, uma relação ou função matemática - frequentemente representada um gráfico.
A curva de juros à vista representa o conjunto das taxas à vista, para todos os vencimentos de contratos oriundos de uma mesma classe de risco disponíveis na data-base. Já uma curva de taxas a termo representa o conjunto de taxas a termo, para contratos com liquidação na data do termo e oriundos de uma mesma classe de risco, para todos os vencimentos disponíveis na data-base.
A curva de juros é representada por um conjunto de pontos no espaço “taxa de juros”  versus “prazo”. Cada um desses pontos (t,r(t)) corresponde a:
- Uma  taxa de juros  r(t). Essa taxa é obtida com base em algum título negociado no mercado - normalmente um título de renda fixa ou derivativo de taxas de juros
- Um prazo (ou maturidade) t.

A curva de juros pode ser descrita por 1) uma curva de desconto, 2) uma curva de taxas a termo ou 3) uma curva de taxas à vista, todas relacionadas entre si, de tal forma que, obtendo-se uma delas, chega-se facilmente às outras.
A curva de juros “livre de riscos”, também denominada “curva base”, deve ser construída a partir de dados de mercado de títulos considerados isentos de riscos de crédito e liquidez. Ao longo do tempo, a curva base pode oscilar de diferentes formas, em decorrência de choques diferenciados sobre as taxas de juros associadas a cada vencimento. É a variabilidade temporal da curva de juros que submete os instrumentos de renda fixa ao risco de mercado.

## Importância
A estrutura a termo de taxas de juros é um conceito central da teoria financeira e econômica usado para precificar qualquer conjunto de fluxos de caixa. Isso porque o preço de qualquer investimento é igual ao valor presente de seu fluxo de caixa esperado. O valor presente pode ser determinado como o valor do fluxo de caixa esperado descontado pela taxa de juros que um investidor requeira para investir em um contrato com determinado grau de risco, para um determinado prazo. Esta taxa de juros esperada é observada na curva de juros de contratos com mesma classe de risco.
Para macroeconomistas, a estrutura a termo fornece informações a respeito da expectativa de inflação futura e de crescimento do produto.

## Cálculo da curva de juros
A curva de juros não é diretamente observável na prática e precisa ser estimada a partir de cotações de mercado para títulos de renda fixa ou instrumentos financeiros derivativos, disponíveis para um número finito de vencimentos (os “dados/pontos observados da curva”). A partir deste conjunto discreto de dados, pode-se construir uma curva/função “contínua” que aproximadamente se "encaixe" nos dados observados, usando técnicas de interpolação, e estimar o valor da curva/função em pontos fora da zona conhecida, usando técnicas de extrapolação.
O procedimento mais comum para estimação da estrutura a termo é impor uma forma funcional com K parâmetros para 1) a função desconto, 2) para a taxa à vista ou 3) para a taxa a termo. As formas funcionais podem ser polinômios ou combinações de outras funções.